# Stoyan Balov
Stoyan Balov, né le 24 mai 1960, est un lutteur bulgare spécialisé dans la lutte gréco-romaine. Il a remporté aux Jeux olympiques d'été de 1988 à Séoul la médaille d'argent en poids coqs.

## Palmarès
- Médaillé d'argent en poids coq lors des épreuves de lutte gréco-romaine aux Jeux olympiques d'été de 1988 à Séoul ( Corée du Sud)[1].